# جون كينيدي (سياسي أمريكي)
جون كينيدي (بالإنجليزية: John Kennedy)‏ هو سياسي أمريكي، ولد في 22 مارس 1938 في يونغزتاون في الولايات المتحدة. حزبياً، نشط في الحزب الجمهوري. وقد انتخب عضو مجلس نواب بنسيلفانيا عن دائرة Pennsylvania House of Representatives, District 88 ‏ (1981 – 1988).